# Ponte San Pietro
Ponte San Pietro är en ort och kommun i provinsen Bergamo i regionen Lombardiet i Italien. Kommunen hade 11 579 invånare (2018).